# Solitaire du Figaro 2017
Navigation
2016 2018
La Solitaire du Figaro 2017 (officiellement La Solitaire URGO Le Figaro) est la 48e édition de la Solitaire du Figaro, une course à la voile en solitaire. Elle s'est déroulée en mai et juin 2017 et a été remportée par Nicolas Lunven.

## Description
Le départ de la course a été donné le 26 mai 2017 à Bordeaux. 43 skippers de 6 nationalités y prennent part.

## Étapes
|          | Départ            | Arrivée    | Distance (milles nautiques) | Vainqueur                          | Durée de course                              |
| -------- | ----------------- | ---------- | --------------------------- | ---------------------------------- | -------------------------------------------- |
| Prologue | Bordeaux          | Bordeaux   |                             | Xavier Macaire (Groupe SNEF)       | 0 jour, 0 heure, 29 minutes et 39 secondes   |
| 1        | Bordeaux/Pauillac | Gijón      | 420                         | Nicolas Lunven (Generali)          | 2 jours, 7 heures, 31 minutes et 16 secondes |
| 2        | Gijón             | Concarneau | 418                         | Adrien Hardy (Agir Recouvrement)   | 3 jours, 9 heures, 33 minutes et 46 secondes |
| 3        | Concarneau        | Concarneau | 150                         | Nicolas Lunven (Generali)          | 0 jour, 20 heures, 54 minutes et 55 secondes |
| 4        | Concarneau        | Dieppe     | 505                         | Charlie Dalin (Skipper Macif 2015) | 3 jours, 17 heures, 4 minutes et 56 secondes |

## Classement général
| Position | Navigateur       | Bateau                             | Durée de course                               |
| -------- | ---------------- | ---------------------------------- | --------------------------------------------- |
| 1        | Nicolas Lunven   | Generali                           | 10 jours, 7 heures, 8 minutes et 52 secondes  |
| 2        | Adrien Hardy     | Agir Recouvrement                  | 10 jours, 7 heures, 43 minutes et 24 secondes |
| 3        | Charlie Dalin    | Skipper MACIF 2015                 | 10 jours, 8 heures, 5 minutes et 53 secondes  |
| 4        | Sébastien Simon  | Bretagne-Crédit mutuel performance | 10 jours, 8 heures, 11 minutes et 47 secondes |
| 5        | Gildas Mahé      | Action contre la faim              | 10 jours, 8 heures, 44 minutes et 51 secondes |
| 6        | Yann Eliès       | Queguiner-Leucémie espoir          | 10 jours, 9 heures, 2 minutes et 4 secondes   |
| 7        | Justine Mettraux | TeamWork                           | 10 jours, 9 heures, 34 minutes et 13 secondes |
| 8        | Xavier Macaire   | Groupe SNEF                        | 10 jours, 9 heures, 37 minutes et 30 secondes |
| 9        | Alexis Loison    | Custo Pol                          | 10 jours, 9 heures, 40 minutes et 55 secondes |